# Neckera ossulava
Neckera ossulava là một loài rêu trong họ Neckeraceae. Loài này được S. Hatt. mô tả khoa học đầu tiên năm 1911.
Danh pháp khoa học của loài này chưa được làm sáng tỏ. 